# Diocese de Leiria-Fátima

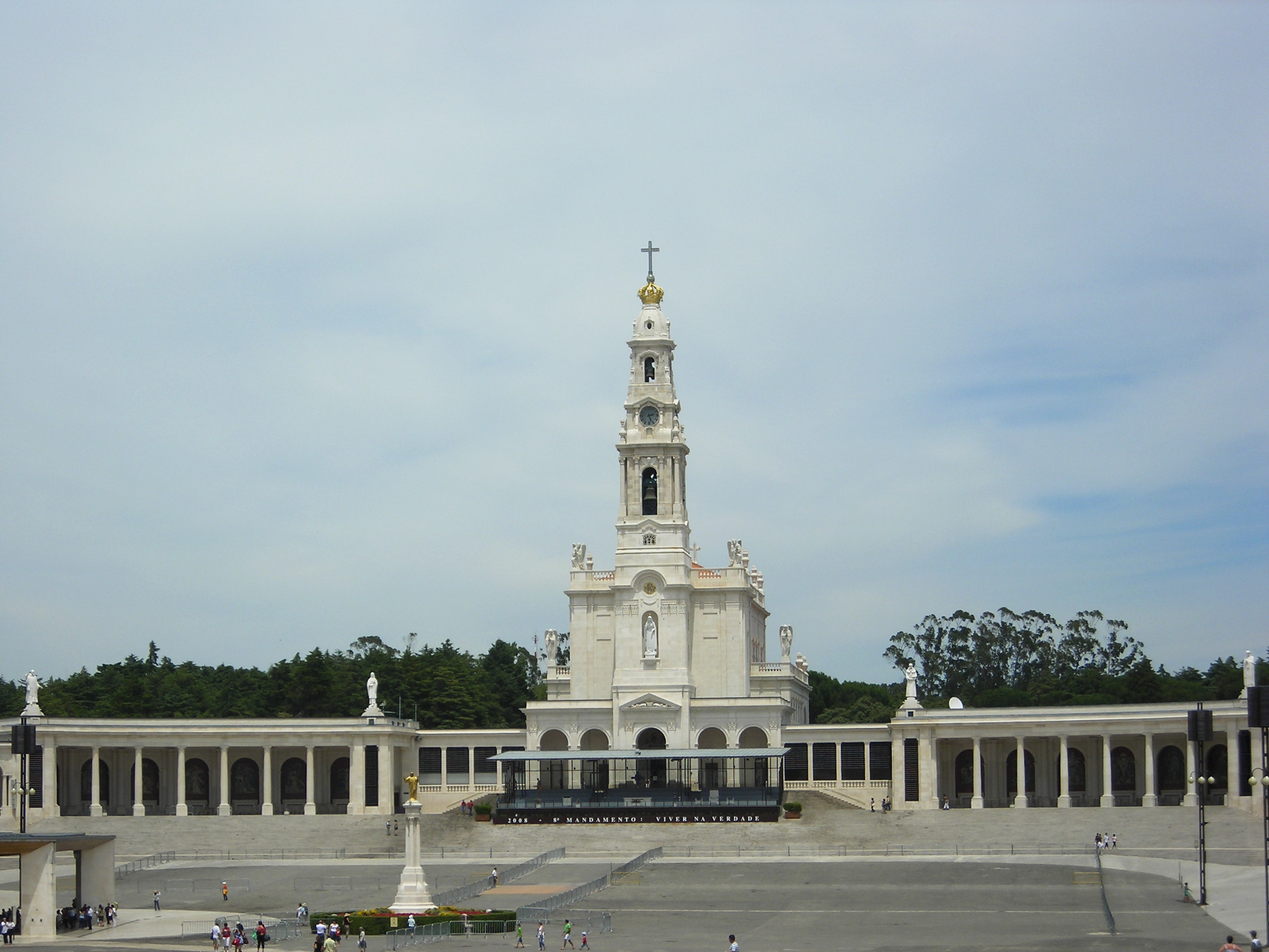
O Santuário de Fátima, na Cova da Iria, é o mais importante e reconhecido centro religioso da Diocese de Leiria-Fátima.

A Diocese de Leiria-Fátima (Dioecesis Leiriensis-Fatimensis) é uma unidade administrativa religiosa portuguesa, que tem por padroeiros Nossa Senhora de Fátima e Santo Agostinho, e foi criada, a pedido do rei D. João III de Portugal, pelo Papa Paulo III, com a bula Pro excellenti, de 22 de Maio de 1545, então com o nome de Diocese de Leiria.
Extinta por motivos políticos a 4 de Setembro de 1882, foi restaurada pelo Papa Bento XV com a Bula "Quo vehementius", de 17 de Janeiro de 1918.
Por decreto da Congregação dos Bispos, de 13 de Maio de 1984, confirmado pela bula pontifícia "Que pietate" do Papa João Paulo II, com a mesma data, foi dado à Diocese o título de Leiria-Fátima.
Desde a sua restauração teve como bispos residenciais: D. José Alves Correia da Silva, D. João Pereira Venâncio, D. Alberto Cosme do Amaral e D. Serafim de Sousa Ferreira e Silva. Serviu também a Diocese como Bispo-Auxiliar do Senhor D. João, o Senhor D. Domingos de Pinho Brandão. A 22 de Abril de 2006, foi nomeado como Bispo da Diocese D. António Augusto dos Santos Marto, à data bispo de Viseu, e que tomou posse no dia 25 de Junho de 2006.
Ultrapassando os 260.000 habitantes, a Diocese tem 1.700 km² e está divida em 75 paróquias, pertencentes aos concelhos de Leiria, Marinha Grande, Batalha, Porto de Mós, Ourém e parte dos concelhos de Pombal, Alcanena e Alcobaça. É pertença da diocese o Santuário de Fátima.
O Clero da Diocese é constituído por 2 Bispos e 110 Presbíteros. Dos presbíteros diocesanos há 10 que prestam serviço pastoral noutras Dioceses, 1 como capelão militar fora da diocese e 10 que não têm nomeação e se encontram dispensados de funções pastorais. Além do Clero Diocesano, residem na Diocese Leiria-Fátima cerca de 80 sacerdotes de institutos religiosos e 5 Presbíteros de outras Dioceses.

## Bispos de Leiria
Administração local:
1. D. Frei Brás de Barros, C.R.S.A. (1545-1556)
  - D. Sancho de Noronha e Faro (1556), eleito
2. D. Frei Gaspar do Casal, O.E.S.A. (1557-1579), antes bispo do Funchal e depois bispo de Coimbra
3. D. António (I) Pinheiro (1579-1582)
4. D. Pedro (I) de Castilho (1583-1604), também vice-rei de Portugal
5. D. Martim Afonso Mexia (1604-1615)
  - D. Rui Pires da Veiga (1615), eleito
6. D. Frei António (II) de Santa Maria (1616-1623)
7. D. Francisco de Meneses (1625-1627)
8. D. Dinis de Melo e Castro[desambiguação necessária] (1627-1636)
9. D. Frei Pedro (II) Barbosa de Eça (1636-1640)
  - D. Diogo de Sousa (1640), não confirmado
  - Jerónimo Mascarenhas (1648), não confirmado
10. D. Pedro (III) Vieira da Silva (1670-1676)
11. D. Frei Domingos de Gusmão, O.P. (1677-1678), depois arcebispo de Évora
12. D. Frei José (I) de Lencastre (1681-1694), antes bispo de Miranda
13. D. Álvaro de Abranches e Noronha (1694-1746)
14. D. Frei João (I) de Nossa Senhora da Porta, C.R.S.A. (conhecido no século como João Cosme da Cunha) (1746-1760)
15. D. Frei Miguel de Bulhões e Sousa, O.P. (1761-1779), também bispo de Malaca e bispo de Belém, no Pará
  - D. António Bonifácio Coelho (1779), eleito
16. D. Lourenço de Lencastre (1780-1790)
17. D. Manuel (I) de Aguiar (1790-1815)
18. D. João (II) Inácio da Fonseca Manso (1818-1834)
19. D. João de Deus Antunes Pinto (1834-1836), Governador Temporal do Bispado de Leiria e, mais tarde, Vigário Capitular e Cónego da Sé Patriarcal de Lisboa
20. D. Guilherme Henriques de Carvalho (1843-1845), mais tarde Cardeal-Patriarca de Lisboa
21. D. Manuel (II) José da Costa (1846-1851)
22. D. Joaquim Pereira Ferraz (1852-1873)
  - Diocese Suprimida (1882-1918)
23. D. José (II) Alves Correia da Silva (1920-1957)
24. D. João (III) Pereira Venâncio (1958-1972)
25. D. Alberto Cosme do Amaral (1972-1993)
26. D. Serafim de Sousa Ferreira e Silva (1993-2006)
27. D. António (III) Augusto dos Santos Marto (2006-2022), cardeal
28. D. José (III) Ornelas Carvalho, S.C.I.  (2022-presente)

## Escutismo
1. Escutismo nesta diocese: Região de Leiria